# 本能寺 (落語)
『本能寺』（ほんのうじ）は、上方落語の演目。本能寺の変を題材にした狂言を上演する芝居小屋で起きる騒動を描く。
長らく途絶えていたが、3代目桂米朝が花柳芳兵衛（林芳男、元落語家の初代桂小春団治）から伝授されて、1981年（昭和56年）に復活した。芝居のパロディではなく、芝居そのものを演じるというスタイルである。小佐田定雄と中川彰の調査で、モデルの狂言は『三日太平記』（近松半二作）というのが定説となっている。

## あらすじ
芝居小屋で『三日太平記』が演じられた。本能寺の変、武智光秀が主君小田春永へ起こした謀反を主題とした人気狂言である。いよいよ本能寺春永討死の場。回り舞台が転換すると、そこは本能寺の裏手にある藪だたみ。手負いになった森蘭丸が光秀の軍兵相手に大立ち回りを演じ、劇はクライマックスに達する。そんなとき、客席にいる田舎のお婆さんが持っていた袋から、孫への手土産の生きたイナゴが逃げ出し、舞台はイナゴだらけ、芝居は滅茶苦茶である。芝居を中断した役者たちがぼやく。「えらいイナゴやで。」「せやけど、なんでこんなに出てくるねん。」「大かた、客が青田やからやろ。」

## 落ちについて
落ち（サゲ）の「青田」とは芝居用語で「ただ見客」のことで、まだ収穫時期を迎えていない青い田圃が金にならないことに由来する。